# Женский клуб расследований убийств
«Женский клуб расследований убийств» (англ. Women's Murder Club) — американский телесериал, который транслировался на канале ABC с 12 октября 2007 года по 13 мая 2008 года.
Сериал был основан на одноимённой серии бестселлеров Джеймса Паттерсона и рассказывал о четырёх женщинах из Сан-Франциско (штат Калифорния), среди которых: детектив по расследованию убийств, помощник окружного прокурора, судебно-медицинский эксперт и газетный репортёр, которые собрались вместе, чтобы использовать свои знания и таланты в соответствующих областях для решения дел об убийствах.
Сериал транслировался по пятницам и был самой рейтинговой программой вечера осенью 2007 года и стабильно за сезон привлекал в среднем девять миллионов зрителей, однако также как и другие сериалы пострадал из-за Забастовки Гильдии сценаристов США. ABC закрыл сериал 12 мая 2008 года после одного сезона.

## Актёрский состав
- детектив Линдси Боксер - Энджи Хэрмон
- зам. окружного прокурора Джилл Бернхардт - Лора Харрис
- доктор Клэр Уэшбурн - Пола Ньюсом
- журналист Синди Томас - Обри Доллар
- инспектор Уоррен Джейкоби - Тайрис Аллен
- лейтенант Том Хоган - Роб Эстес
- зам. окружного прокурора Дениз Квон - Линда Парк
- адвокат Хэнсон Норт - Кайл Секор
- Эд Уэшбурн - Джонатан Адамс
- Хизер Доннелли-Хоган - Эвер Кэррадайн
- Пит Рэйнор - Джоэль Грэтч
- Люк Боуэн - Коби Райан МакЛахлин